# Drissa Toure
Drissa Toure ( Banfora, Burkina Faso, 1952) es un director y guionista de cine que estudió técnica cinematográfica en ATRIA en París. Antes de dirigir su primera película trabajó más de cinco años como camionero y chofer.

## Actividad profesional
Dirigió varios cortometrajes, entre los cuales estaba Nasabule (1984), cuyo tema es la interrupción de ciertas innovaciones modernas en la vida rural.
Sus filmes Laada (1990) y Haramuya (1993) fueron exhibidos en el Festival de Cine de Cannes en la sección Un certain regarde en 1991 y 1995. El primero tuvo un gran éxito de crítica y fue galardonado con el Premio Ercidan de 1991 en el Festival Panafricano de Cine y Televisión de Uagadugú (FESPACO).
En Haramuya traza una pintura de Uagadugú, la capital de Burkina Faso, atrapada entre sus tradiciones y la vida moderna, con nuevos edificios en su centro y pobreza en los suburbios, a través de la historia de Fousseini, un fiel seguidor de su fe musulmana y las tradiciones, y su familia. Fue exhibida en el Festival Internacional de Cine de Toronto el 10 de septiembre de 1995. 
Laada muestra a través de la historia de tres jóvenes el choque de la  modernidad de la gran ciudad con las tradiciones de una población; se exhibió el 8 de septiembre de 1991 en el Festival Internacional de Cine de Toronto y se vio comercialmente recién el 25 de febrero de 1998 en Francia.

## Filmografía
Director
- Le sort (1981)
- Je suis productif (1983)
- Nasabule (1984)
- La fête pascale (1985)
- La ballade de la mouette (1988)
- Laada (1990)
- Haramuya (1993)

Guionista
- Laada (1990)
- Haramuya (1993)

Productor ejecutivo
- Haramuya (1993)

## Premios y nominaciones
Festival Internacional de Cine de Locarno
- Haramuya , nominada en 1995 al Premio Leopardo de Oro a la Mejor Película

Festival Panafricano de Cine y Televisión de Uagadugú FESPACO (1991)
- Laada galardonada con el Premio Ercidan.[1]